# Institute for Policy Studies
El Institute for Policy Studies (IPS, traducido al español como Instituto de Estudios Políticos; IEP) es un think tank progresista estadounidense que se inició en 1963 y actualmente tiene su sede en Washington, DC. Ha sido dirigido por John Cavanagh desde 1998. La organización se centra en la política exterior, la política nacional, los derechos humanos, la economía internacional y la seguridad nacional de los Estados Unidos.
El IPS ha sido descrito como uno de los cinco principales think tank's independientes de Washington. Los miembros del IPS desempeñaron un papel clave en los movimientos de derechos civiles y contra la guerra durante la década de 1960, en los movimientos de mujeres y ambientalistas de la década de 1970 y en los movimientos de paz, anti-apartheid y anti-intervención de la década de 1980.

## Historia

### Años 1960s
El instituto fue fundado en 1963 por dos extrabajadores gubernamentales, Marcus Raskin (asistente de McGeorge Bundy) y Richard Barnet (asistente de John J. McCloy).
El IPS estuvo involucrado en el movimiento contra la guerra de Vietnam desde su fundación. En 1965, Raskin y el miembro asociado Bernard Fall editaron The Vietnam Reader, que se convirtió en un libro de texto para profesores en todo el país. En 1967, Raskin y el becario del IPS Arthur Waskow escribieron "Un llamado a resistir la autoridad ilegítima", un documento firmado por docenas de destacados académicos y líderes religiosos que ayudó a lanzar el movimiento de resistencia preliminar. El IPS también organizó seminarios para el Congreso estadounidense y publicó numerosos libros que desafiaban el estado de seguridad nacional, incluyendo Diplomacia atómica de Gar Alperovitz e Intervención y revolución de Barnet. El IPS fue objeto de repetidas investigaciones del FBI y del Internal Revenue Service (IRS). La administración de Nixon colocó a Barnet y Raskin en su ahora infame 'Lista de Enemigos'.
En 1964, varios destacados activistas afroamericanos se unieron al personal del Instituto y convirtieron al IPS en una base de apoyo para el Movimiento de Derechos Civiles en la capital de EE. UU. El miembro Bob Moses organizó capacitaciones para organizadores de campo del Comité Coordinador de Estudiantes No Violentos sobre los vínculos entre la teoría y la práctica de los derechos civiles, mientras que Ivanhoe Donaldson inició una asamblea de funcionarios gubernamentales afroamericanos. El coautor de Port Huron SDS y veterano de los derechos civiles, el becario deL IPS Robb Burlage, lanzó el movimiento de justicia de atención médica crítica en 1967 con su "Informe Burlage". Posteriormente, Burlage fundó el Health Policy Advisory Center que publicó el boletín inicialmente mensual, Health/Pac Bulletin, primero en 1968 y luego semestralmente y finalmente trimestralmente durante casi 3 décadas.
El IPS también estuvo a la vanguardia del movimiento feminista. La miembro Charlotte Bunch organizó una importante conferencia de liberación de la mujer en 1966 y luego lanzó dos publicaciones periódicas feministas, Quest y Off Our Backs. Rita Mae Brown escribió y publicó su notable novela lesbiana Rubyfruit Jungle mientras estaba en el personal en la década de 1970.

### Años 1970s
En 1976, agentes del dictador chileno Augusto Pinochet asesinaron a dos miembros del personal del IPS en Embassy Row en Washington. El objetivo del atentado con coche bomba fue Orlando Letelier, exministro del gobierno chileno y embajador en los Estados Unidos, uno de los críticos más abiertos de Pinochet y director de la organización hermana del IPS, el Transnational Institute (TNI). Ronni Karpen Moffitt, una asociada de desarrollo del IPS de 25 años, también fue asesinada.
El Institute for Policy Studies organiza un premio anual de derechos humanos a nombre de Letelier y Moffitt para honrarlos mientras se celebra a los nuevos héroes del movimiento de derechos humanos de Estados Unidos y otras partes de las Américas. Los galardonados reciben el Premio de Derechos Humanos Letelier-Moffitt.
El Transnational Institute, un think tank progresista internacional con sede en Ámsterdam, se estableció originalmente como el programa internacional del IPS, aunque se independizó en 1973.
En su atención al papel de las corporaciones multinacionales, también fue uno de los primeros críticos de lo que se ha dado en llamar globalización. El examen de Richard Barnet de 1974 sobre el poder de las corporaciones multinacionales, Global Reach fue uno de los primeros libros sobre el tema.[cita requerida]

### Años 1980s
En la década de 1980, el IPS se involucró fuertemente en el apoyo al movimiento contra la intervención estadounidense en Centroamérica. El director del IPS, Robert Borosage, y otros miembros del personal ayudaron a redactar el curso Cambiante: Plan para la paz en América Central y el Caribe, que fue utilizado por cientos de escuelas, sindicatos, iglesias y organizaciones ciudadanas como un desafío a la política estadounidense en la región.
En 1985, el miembro Roger Wilkins ayudó a fundar el Movimiento Sudáfrica Libre, que organizó una serie de manifestaciones de un año que llevaron a la imposición de sanciones estadounidenses.
En 1986, después de seis años de la administración Reagan, Sidney Blumenthal afirmó que "Irónicamente, como el IPS ha disminuido en la influencia de Washington, su estatura ha crecido en demonología conservadora. En la era Reagan, el instituto se ha convertido en una obsesión de la derecha y ha recibido la mayor parte de su publicidad sirviendo como objetivo".

### Años 1990s
A principios de la década de 1990, el IPS comenzó a monitorear los impactos ambientales de las políticas comerciales, de inversión y de drogas de Estados Unidos.

## Crítica
Harvey Klehr, profesor de política e historia en la Universidad de Emory, en su libro de 1988 Far Left of Center: The American Radical Left Today dijo que el IPS "sirve como un centro neurálgico intelectual para el movimiento radical, que abarca desde cuestiones nucleares y anti-intervención hasta apoyo a las insurgencias marxistas". Joshua Muravchik, un ex académico del grupo de expertos conservador American Enterprise Institute también ha acusado al instituto de simpatías comunistas. Un análisis de The Heritage Foundation, otro grupo de expertos conservadores, describió al IPS como "una organización abiertamente radical y marxista".
En 1974, el Instituto creó un "Comité Organizador del Quinto Poder" como parte de su "Centro de Estudios de Seguridad Nacional" que publicó la revista CounterSpy hasta 1984. CounterSpy fue a su vez objeto de escrutinio por parte de varias fuentes, alegando que la "fuerza impulsora" de la revista era Philip Agee (un ex-CIA y presunto agente cubano/KGB) y cuyas publicaciones de los nombres y direcciones de varios empleados de la CIA contribuyeron al asesinato del entonces Jefe de la Estación de la CIA en Grecia, Richard S. Welch,
En su libro La KGB y la desinformación soviética: una visión privilegiada, Ladislav Bittman, un exagente de Státní bezpečnost que trabajó en operaciones de desinformación, afirmó que el IPS era parte de la red de inteligencia soviética. Bittman argumentó que además, el IPS era uno de los varios think tank's liberales que actuaban como agencias de propaganda prosoviéticas.

## Administración

### Becarios
- Sarah Anderson
- Phyllis Bennis
- John Cavanagh
- Karen Dolan
- Robb K. Burlage
- John Kiriakou[29]
- Saul Landau
- Marcus Raskin
- Árbol Sanho
- Daphne Wysham[30]

### Eruditos senior
- Maude Barlow
- Norman Birnbaum
- Noam Chomsky
- Steve Cobble
- Chuck Collins
- Barbara Ehrenreich
- Paul Epstein
- Richard Falk
- Bill Fletcher
- Andy Levine
- Jerry Mander
- Jack O'Dell
- Vandana Shiva

### Fondos
La financiación inicial del ISP, se obtuvo del heredero de Sears, Philip M. Stern, y del banquero judío-estadounidense, James Warburg. La mayor parte del dinero provino de una fundación del también judío Samuel Rubin.